# Leovan O'Garro
Leovan O'Garro (26 giugno 1987) è un calciatore montserratiano, centrocampista del Donnycarney FC.

## Carriera
O'Garro fece il suo debutto nel Montserrat il 6 ottobre 2010. Ha sette presenze fino ad oggi, inclusa una partita di qualificazione per la coppa del mondo FIFA.